# 5354 Хісайо
5354 Хісайо (5354 Hisayo) — астероїд головного поясу, відкритий 30 січня 1990 року.
Тіссеранів параметр щодо Юпітера — 3,187.